# Mohammadi Chahid
Mohammadi Chahid (Tanger, 10 februari 1952) is een Belgisch politicus van de PS.

## Levensloop
Chahid werd geboren in Marokko die met zijn familie als immigrant in België kwam wonen en zich in het Brusselse vestigde. Hij werd beroepshalve zelfstandige.
Hij werd politiek actief voor de PS en was voor deze partij van 2001 tot 2018 gemeenteraadslid van Sint-Jans-Molenbeek. Van 2004 tot 2014 was hij tevens lid van het Brussels Hoofdstedelijk Parlement. In 2014 stelde hij zich geen kandidaat meer om plaats te maken voor zijn zoon Ridouane.